# Saint-Godefroi
Saint-Godefroi (también llamada en francés Saint-Godefroy) es un municipio-cantón de la provincia de Quebec, Canadá. Está ubicado en el condado régional de Bonaventure y a su vez, en la región administrativa de Gaspésie–Îles-de-la-Madeleine. Hace parte de las circunscripciones electorales de Bonaventure a nivel provincial y de Gaspésie−Îles-de-la-Madeleine a nivel federal.

## Geografía
Saint-Godefroi se encuentra ubicada en las coordenadas 48°05′00″N 65°07′00″O / 48.08333, -65.11667. Según Statistics Canada, tiene una superficie total de 64.41 km² y es una de las 1135 municipalidades en las que está dividido administrativamente el territorio de la provincia de Quebec.

## Demografía

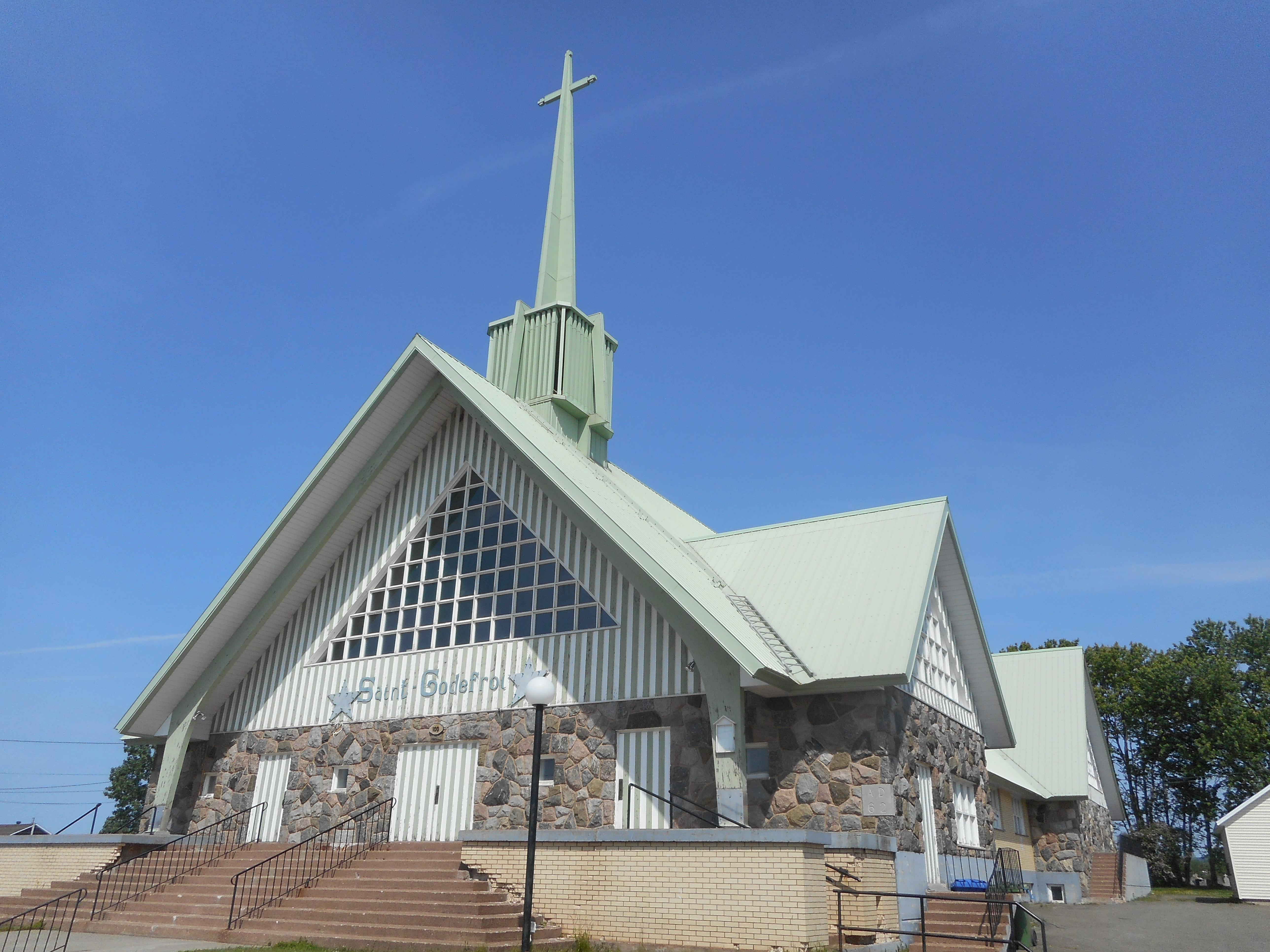
Iglesia de Saint-Godefroi

Según el censo de 2011, había 405 personas residiendo en este cantón con una densidad poblacional de 6.3 hab./km². Los datos del censo mostraron que de las 370 personas en 2006, en 2011 el cambio poblacional fue de 35 habitantes (9.5%). El número total de inmuebles particulares resultó de 217 con una densidad de 3.37 inmuebles por km². El número total de viviendas particulares que se encontraban ocupadas por residentes habituales fue de 187.

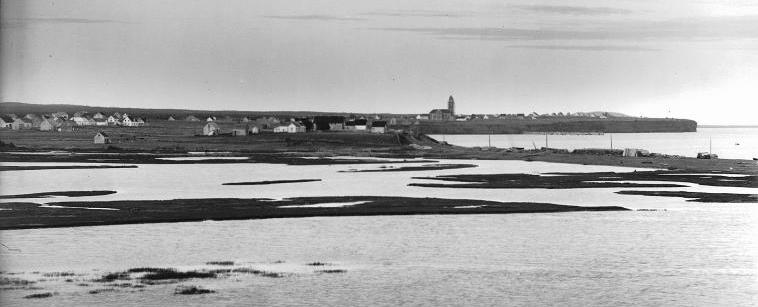
Saint-Godefroi, Gaspesia hacia el año 1900